# Wilsonville (Nebraska)
Wilsonville és una població dels Estats Units a l'estat de Nebraska. Segons el cens del 2000 tenia 118 habitants.

## Demografia
Segons el cens del 2000, Wilsonville tenia 118 habitants, 57 habitatges, i 34 famílies. La densitat de població era de 168,7 habitants per km².
Dels 57 habitatges en un 22,8% hi vivien nens de menys de 18 anys, en un 54,4% hi vivien parelles casades, en un 7% dones solteres, i en un 38,6% no eren unitats familiars. En el 36,8% dels habitatges hi vivien persones soles el 14% de les quals corresponia a persones de 65 anys o més que vivien soles. El nombre mitjà de persones vivint en cada habitatge era de 2,07 i el nombre mitjà de persones que vivien en cada família era de 2,69.
Per edats la població es repartia de la següent manera: un 22% tenia menys de 18 anys, un 2,5% entre 18 i 24, un 23,7% entre 25 i 44, un 35,6% de 45 a 60 i un 16,1% 65 anys o més.
L'edat mediana era de 47 anys. Per cada 100 dones de 18 o més anys hi havia 104,4 homes.
La renda mediana per habitatge era de 32.500 $ i la renda mediana per família de 37.500 $. Els homes tenien una renda mediana de 26.875 $ mentre que les dones 22.917 $. La renda per capita de la població era de 17.863 $. Aproximadament el 5,6% de les famílies i el 6,7% de la població estaven per davall del llindar de pobresa.

## Poblacions més properes
El següent diagrama mostra les poblacions més properes.